# Supercopa Rei
A Supercopa Rei, anteriormente denominada Supercopa do Brasil, é uma competição de futebol disputada anualmente entre os atuais campeões do Campeonato Brasileiro e da Copa do Brasil. Extraordinariamente, caso o campeão do Campeonato Brasileiro e da Copa do Brasil seja o mesmo clube, o vice-campeão brasileiro ganha a vaga. É disputada no ano seguinte ao da conquista dos respectivos títulos, em formato semelhante aos das supercopas existentes em diversos países europeus. A sua primeira edição, que ocorreu em 1990, foi disputada no sistema de ida e volta; no ano seguinte foi alterado o formato para jogo único, permanecendo inalterado desde então.
A competição teve duas ocasiões no começo dos anos 90, ocorrendo então um hiato de quase 30 anos para uma nova edição. A primeira em 1990, entre o campeão do Campeonato Brasileiro, Vasco da Gama, contra o campeão da Copa do Brasil, Grêmio. Disputada no sistema de ida e volta, o Grêmio ficou com o título, pelo placar agregado de 2–0, em partidas válidas também pela Copa Libertadores de 1990. Na segunda edição, em 1991, agora em partida única, o campeão brasileiro Corinthians venceu o campeão da Copa do Brasil Flamengo, por 1–0, em partida no estádio do Morumbi.
A Supercopa do Brasil retornou em 2020. A partida foi disputada entre Flamengo, campeão do Campeonato Brasileiro, e Athletico Paranaense, campeão da Copa do Brasil. Diferente das duas últimas edições, a partida ocorreu em campo neutro, no estádio Mané Garrincha.
Em 2025, o atual campeão é o Clube de Regatas do Flamengo.

## História

### Antecedente (1969)
Em 1969, vinte e um anos antes da primeira Supercopa, uma competição com o intento de reunir os principais campeões da temporada anterior foi disputada, o Torneio dos Campeões da CBD. Participaram o Grêmio Maringá e o Sport Recife, campeões do Torneio Centro-Sul e Torneio Norte-Nordeste, respectivamente, além do Santos, campeão do Roberto Gomes Pedrosa. O Botafogo, vencedor da última Taça Brasil, desistiu. Apesar de serem tidos como regionais/inter-regionais, o Centro-Sul e Norte-Nordeste também foram organizados pela Confederação Brasileira de Desportos, antecessora da CBF. A equipe maringaense ganhou o torneio mata-mata.

### Origens (1990–1991)

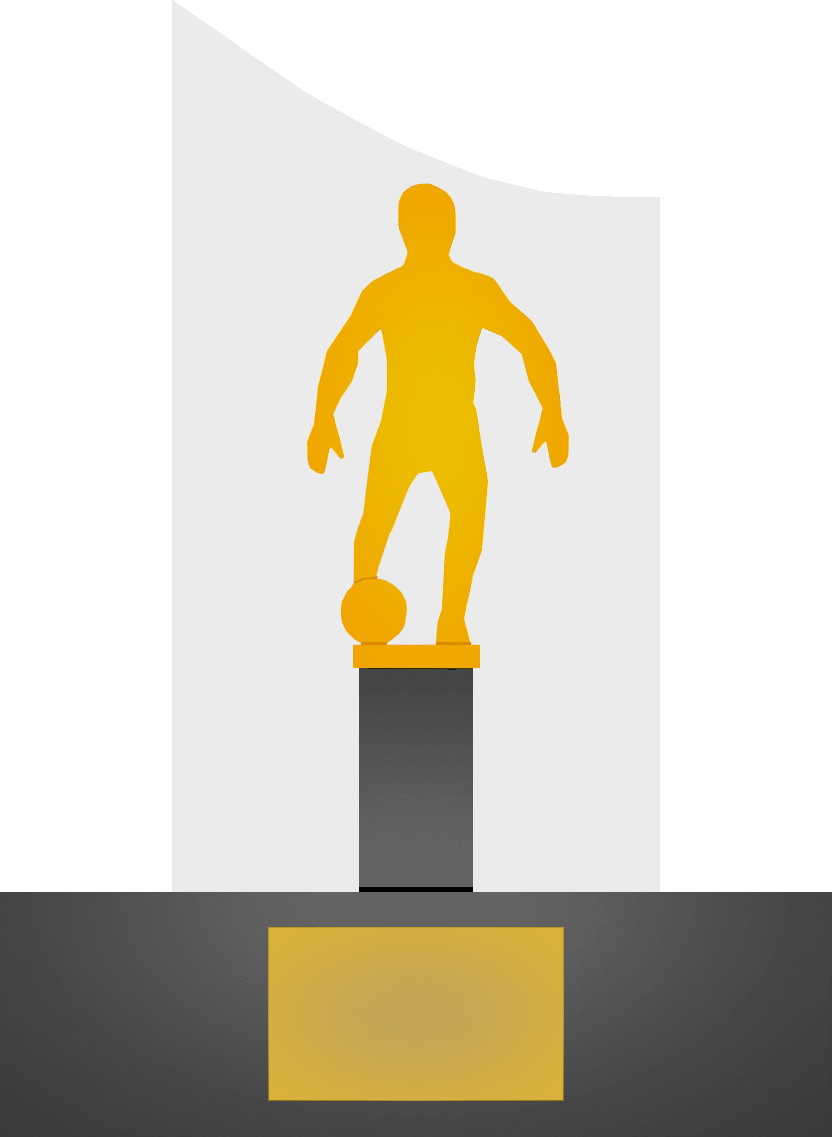
Primeiro troféu entregue, em 1991.

Em 1989, a Confederação Brasileira de Futebol (CBF) criou a Copa do Brasil de Futebol, com o intuito de fomentar o futebol nacional propiciando que clubes de menor importância tivessem a chance de disputar uma competição nacional de ponta. A competição nos moldes de mata-mata garantia ao campeão vaga direta na Copa Libertadores da América, sendo considerada pela crônica esportiva a segunda maior competição do país até os dias de hoje. A criação da Copa do Brasil propiciou à CBF a chance de criar uma nova competição. Nos moldes da Copa da Inglaterra, Taça de Portugal, Copa Chile e Copa del Rey, criou-se a Supercopa do Brasil, em que os campeões do Campeonato Brasileiro de Futebol e Copa do Brasil de Futebol teriam a chance de se enfrentar pelo título de Supercampeão Brasileiro.
A primeira edição da competição ocorreu em 1990. O confronto entre o campeão brasileiro Vasco da Gama e o campeão da Copa do Brasil Grêmio, programado para ocorrer em jogo específico, foi disputado no mesmo jogo em que as equipes se enfrentariam pela Copa Libertadores da América de 1990. O Grêmio conquistou a disputa após vitória por 2–0 no jogo de ida, disputado no Estádio Olímpico Monumental, e um empate em 0–0 no jogo de volta. O Grêmio atesta jamais ter recebido qualquer troféu da CBF referente à Supercopa.

### Hiato (1992–2019)
Mesmo sendo uma competição muito recorrente e tradicional no futebol Europeu, como a Supercopa da Espanha, a Supercopa da Inglaterra e a Supercopa da Itália, a Supercopa do Brasil ficou um período de 27 anos sem ter um calendário oficial.
Em 2013, surgiram informações na imprensa de que a CBF estaria programando uma nova edição da competição para 2015, disputada entre o campeão do Campeonato Brasileiro, Cruzeiro, contra o campeão da Copa do Brasil, Atlético Mineiro. No entanto, a competição não foi confirmada ou incluída no calendário de competições da CBF, em 2015, embora o diretor de competições da entidade tenha dito que o torneio poderia ser debatido e incluído no calendário. Em 2017, foi criada a Supercopa do Brasil Sub-20. O torneio de base serviu como uma espécie de “termômetro” para uma possível criação da competição em âmbito profissional. Na época, segundo o então diretor de competições da CBF, o principal problema no profissional eram as datas.
Em 2018, o Corinthians, campeão do Brasileiro 2017, e o Cruzeiro, campeão da Copa do Brasil 2017, realizaram duas partidas amistosas durante o período correspondente à Copa do Mundo FIFA de 2018. O primeiro jogo, disputado no estádio do Mineirão, em 4 de julho, terminou com vitória do Corinthians por 2–0, enquanto a partida de volta, disputada em 11 de julho, na Arena Corinthians, acabou com um empate de 2–2.
Abaixo, os campeões do Campeonato Brasileiro e da Copa do Brasil que disputariam a Supercopa do Brasil, caso o torneio fosse disputado.
| Ano  | Campeão do Brasileiro (ano anterior) | Campeão da Copa do Brasil (ano anterior) |
| ---- | ------------------------------------ | ---------------------------------------- |
| 1992 | São Paulo                            | Criciúma                                 |
| 1993 | Flamengo                             | Internacional                            |
| 1994 | Palmeiras                            | Cruzeiro                                 |
| 1995 | Palmeiras                            | Grêmio                                   |
| 1996 | Botafogo                             | Corinthians                              |
| 1997 | Grêmio                               | Cruzeiro                                 |
| 1998 | Vasco da Gama                        | Grêmio                                   |
| 1999 | Corinthians                          | Palmeiras                                |
| 2000 | Corinthians                          | Juventude                                |
| 2001 | Vasco da Gama                        | Cruzeiro                                 |
| 2002 | Athletico Paranaense                 | Grêmio                                   |
| 2003 | Santos                               | Corinthians                              |
| 2004 | Santos (vice-campeão)                | Cruzeiro                                 |
| 2005 | Santos                               | Santo André                              |
| 2006 | Corinthians                          | Paulista                                 |
| 2007 | São Paulo                            | Flamengo                                 |
| 2008 | São Paulo                            | Fluminense                               |
| 2009 | São Paulo                            | Sport                                    |
| 2010 | Flamengo                             | Corinthians                              |
| 2011 | Fluminense                           | Santos                                   |
| 2012 | Corinthians                          | Vasco da Gama                            |
| 2013 | Fluminense                           | Palmeiras                                |
| 2014 | Cruzeiro                             | Flamengo                                 |
| 2015 | Cruzeiro                             | Atlético Mineiro                         |
| 2016 | Corinthians                          | Palmeiras                                |
| 2017 | Palmeiras                            | Grêmio                                   |
| 2018 | Corinthians                          | Cruzeiro                                 |
| 2019 | Palmeiras                            | Cruzeiro                                 |

### Retorno e atualidade (2020–)

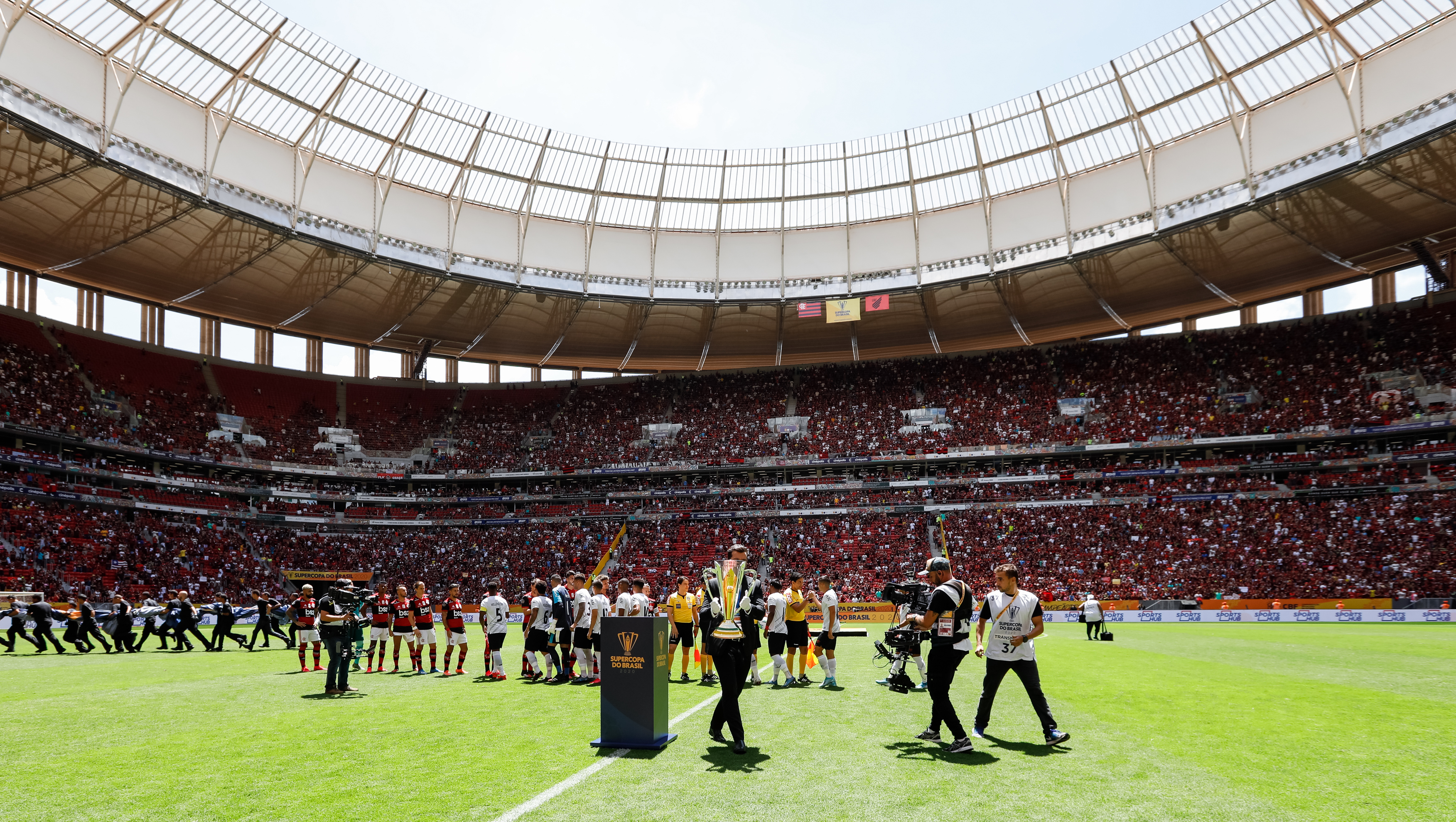
Partida da Supercopa do Brasil entre Athlético Paranaense e Flamengo, em 2020.

Em 2019, com o intuito de propor novas pautas para o avanço do futebol brasileiro, foi confirmado pela CBF a volta do torneio que seria realizado em jogo único e em local previamente definido, para a disputa da taça. Com a CBF promovendo o retorno do torneio em 2020, a disputa era entre o campeão do Campeonato Brasileiro de 2019, o Flamengo, e o campeão da Copa do Brasil do mesmo ano, o Athletico Paranaense.
A partida entre as duas equipes aconteceu em 16 de fevereiro de 2020, com a partida vencida pelo Flamengo, por 3–0.
Em 2024, como forma de homenagear Pelé, a CBF anunciou que a competição, a partir da edição de 2024, passaria a se chamar Supercopa Rei.

## Campeões

### Títulos

#### Por clube

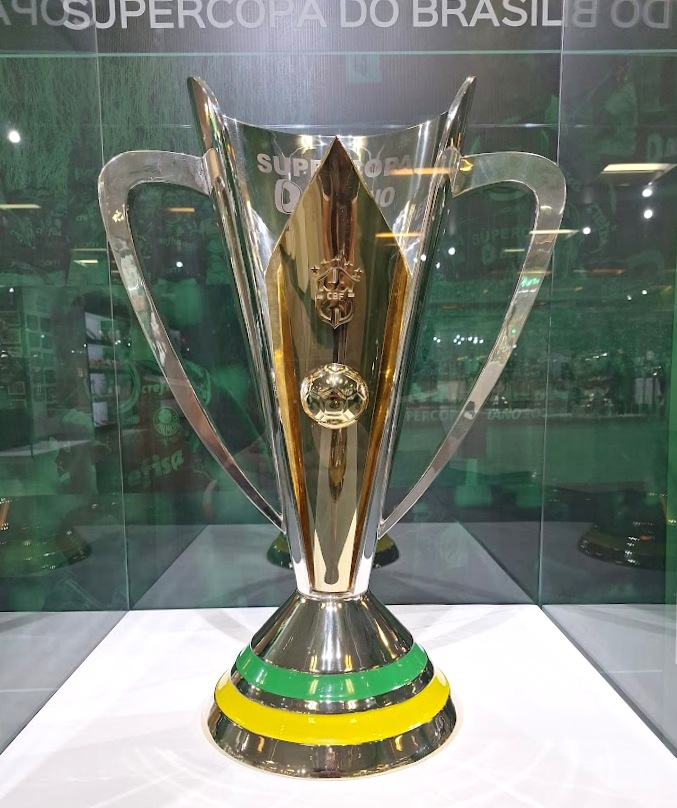
Troféu da Supercopa do Brasil.

| Flamengo | 3 (2020, 2021 e 2025) | 3 (1991, 2022 e 2023) |
| Palmeiras | 1 (2023)              | 2 (2021 e 2024)       |
| Grêmio | 1 (1990)              | 0                     |
| Corinthians | 1 (1991)              | 0                     |
| Atlético Mineiro                                                                                               | 1 (2022)              | 0                     |
| São Paulo | 1 (2024)              | 0                     |
| Vasco da Gama                                                                                                  | 0                     | 1 (1990)              |
| Athletico Paranaense                                                                                           | 0                     | 1 (2020)              |
| Botafogo | 0                     | 1 (2025)              |
| Em caso de empate, os clubes estão dispostos em ordem cronológica dos resultados, seguido da ordem alfabética. |                       |                       |

#### Por cidade
| Cidade         | Títulos | Clubes                                         |
| -------------- | ------- | ---------------------------------------------- |
| São Paulo      | 3       | Corinthians (1), Palmeiras (1) e São Paulo (1) |
| Rio de Janeiro | 3       | Flamengo (3)                                   |
| Porto Alegre   | 1       | Grêmio (1)                                     |
| Belo Horizonte | 1       | Atlético Mineiro (1)                           |

#### Por federação
| Federação         | Títulos | Vices |
| ----------------- | ------- | ----- |
| Rio de Janeiro    | 3       | 5     |
| São Paulo         | 3       | 2     |
| Rio Grande do Sul | 1       | 0     |
| Minas Gerais      | 1       | 0     |
| Paraná            | 0       | 1     |

#### Por região
| Região       | Títulos | Vices |
| ------------ | ------- | ----- |
| Sudeste      | 7       | 7     |
| Sul          | 1       | 1     |
| Centro-Oeste | 0       | 0     |
| Nordeste     | 0       | 0     |
| Norte        | 0       | 0     |

#### Por meio de classificação
| Classificação                        | Títulos                     | Vices                       |
| ------------------------------------ | --------------------------- | --------------------------- |
| Campeonato Brasileiro                | 4 (1991, 2020, 2021 e 2023) | 3 (1990, 2024 e 2025)       |
| Copa do Brasil                       | 3 (1990, 2024 e 2025)       | 4 (1991, 2020, 2021 e 2023) |
| Campeonato Brasileiro+Copa do Brasil | 1 (2022)                    | 0                           |
| Campeonato Brasileiro (vice-campeão) | 0                           | 1 (2022)                    |

## Transmissão televisiva
Os jogos da primeira, da terceira, da quarta, da quinta e da sexta edição da Supercopa foram transmitidos pela TV Globo. A Rede Bandeirantes transmitiu a segunda edição.

## Ranking de Artilharia
| Jogador                | Clube            | Gols |
| ---------------------- | ---------------- | ---- |
| Gabriel Barbosa        | Flamengo         | 5    |
| Raphael Veiga          | Palmeiras        | 4    |
| Bruno Henrique         | Flamengo         | 4    |
| Giorgian De Arrascaeta | Flamengo         | 2    |
| Gabriel Menino         | Palmeiras        | 2    |
| Nílson                 | Grêmio           | 1    |
| Darci                  | Grêmio           | 1    |
| Neto                   | Corinthians      | 1    |
| Nacho Fernández        | Atlético Mineiro | 1    |
| Hulk                   | Atlético Mineiro | 1    |
| Pedro                  | Flamengo         | 1    |
| Luiz Araújo            | Flamengo         | 1    |
| Patrick de Paula       | Botafogo         | 1    |